# فلوریدای مرکزی
فلوریدای مرکزی (به انگلیسی: Central Florida) منطقه‌ای در ایالت فلوریدای آمریکا است. منابع مختلف تعاریف متفاوتی برای این منطقه ارائه می‌دهند، اما همان‌طور که از نام آن پیداست، شامل بخش مرکزی ایالت، از جمله منطقه خلیج تامپا و منطقه اورلاندوی بزرگ است، اگرچه در دوران اخیر، منطقه خلیج تامپا اغلب به عنوان منطقه جداگانه‌ای توصیف شده است و «فلوریدای مرکزی» بیشتر مترادف با منطقه اورلاندو شده است (به ویژه، این نامی است که کانال‌های خبری محلی در هر منطقه شهری مربوطه، منطقه خود را به آن می‌نامند).